# Mapiripana
Mapiripana es un centro poblado del municipio de Barrancominas, en el departamento colombiano de Guainía. Ubicado al este de Colombia, a orillas del río Guaviare y cerca al raudal de Mapiripana.
Antiguamente fue una Área no municipalizada, pero a través de una consulta popular y por ordenanza fue incluida al creado municipio de Barrancominas en julio de 2019.